# Aviation navale russe
L’Aviation navale russe (en russe : Авиация военно-морского флота) est le nom de l'aéronautique navale russe. 
Elle fut jusqu'en 1991 celle de l'Union soviétique et depuis cette date celle de la fédération de Russie. Elle était placée sous le commandement de la Marine soviétique maintenant placée sous celle de la nouvelle Marine russe.

## Historique

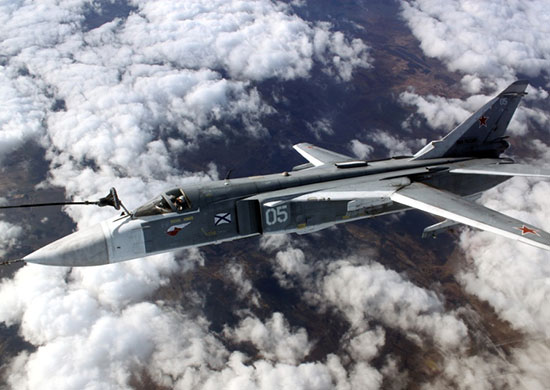
Un Su-24M de la flotte de la Baltique en 2015.

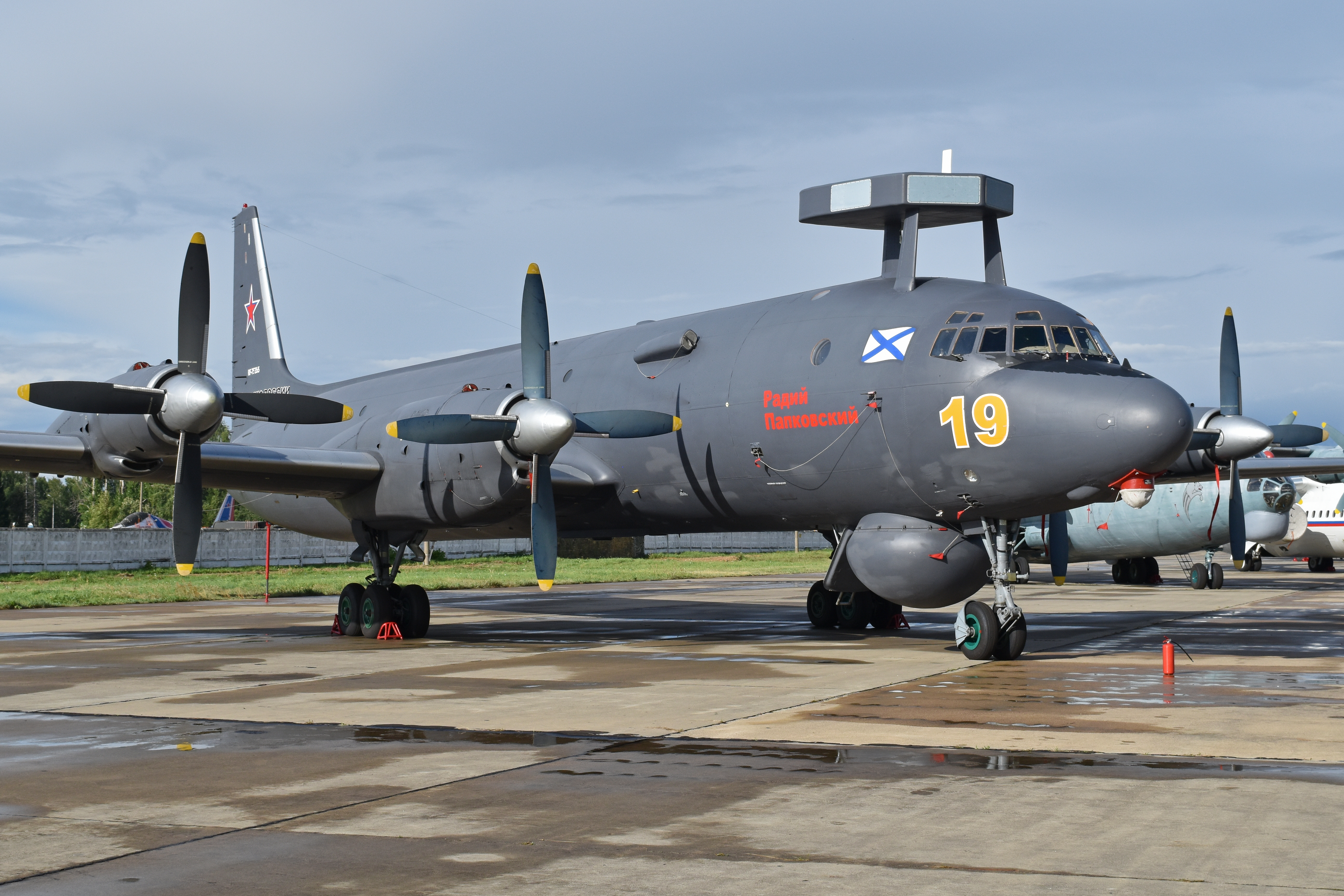
Un Iliouchine Il-38N en 2017.

La première aviation navale russe fut formée en 1912 dans la marine impériale de Russie comme partie de la flotte de la Mer Noire et de la flotte de la Baltique. Durant la Première Guerre mondiale, elle effectua diverses missions de reconnaissance et de bombardements, détruisant des sous marins et des aérodromes allemands.
En 1918, avec l'arrivée des communistes, une nouvelle aéronautique navale fut créée et participa à la Guerre civile russe.
Dans les années 1930, les Soviétiques réorganisent l'aéronautique navale sous le nom de Morskaya Aviatsiya. Elle fut étendue à toutes les flottes soviétiques (Baltique, Nord, Mer Noire et Pacifique).
Avant le début de la Seconde Guerre mondiale, l'Aviation navale soviétique comptait quelque 1 445 aéronefs.
Lors de la Guerre froide, l'URSS ne construisit jamais de grand porte-avions comparable à ceux des États-Unis. C'est pourquoi l'Aviation navale soviétique dut se contenter de déployer, à terre, des bombardiers stratégiques avec pour soutien l'aviation à long rayon d'action afin de faire face à une éventuelle agression de la part des États-Unis.
Après la chute de l'URSS en 1991, c'est la fédération de Russie qui hérita des flottes et donc de l'aviation navale.
En 2016, elle effectue ses premières opérations de combat lors de l'intervention russe en Syrie.

## Organisation en 2006

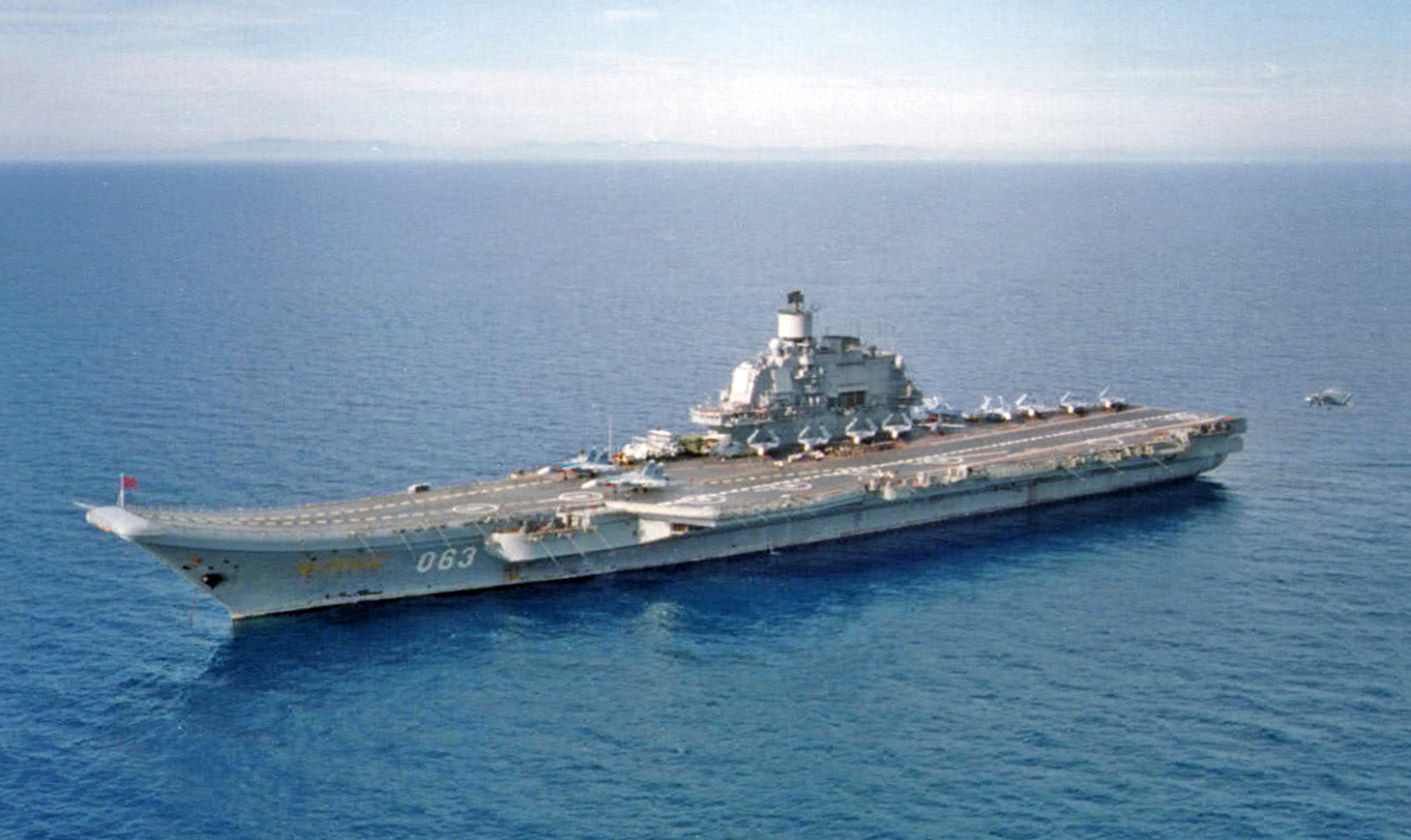
Le Kouznetsov

### Flotte du Pacifique
- 568e Régiment de reconnaissance maritime (Mongokhto (en)) (Tupolev Tu-22M)
- 865e Régiment d'avions de chasse (Ielizovo) (MiG-31)
- 310e Régiment de lutte anti-sous marine (Tu-142)
- 77e Régiment de lutte anti-sous marine (Nikolaïevka, Primorskaïa) (Il-38/Ka-27/Mi-14)
- 173e Régiment d'attaque maritime (Su-24)
- 593e Régiment de transport aérien (Artiom) (An-12/26, Tu-134)

### Flotte de la Baltique
689e Régiment d'avions de chasse (Nivenskoïe) (Su-27)
4e Régiment d'attaque maritime (Tcherniakhovsk) (Su-24)
263e Escadron d'aviation (An-26/Mi-8)
396e Escadron d'hélicoptères de lutte anti-sous marine (Donskoe) (Ka-27/Mi-14)
288e Escadron d'hélicoptères (Nivenskoïe/Donskoïe) (Mi-8, Mi-24)
- Flotte de la Mer Noire

à compléter

### Flotte du Nord
924e Régiment de reconnaissance maritime (Tu-22M) (Olenegorsk)
279e Régiment d'avions de chasse (Su-33) (Severomorsk-3)
73e Escadron de lutte anti-sous marine (Tu-142) Kipelovo (Кипелово (Федотово))
403e Régiment mixte d'aviation (Severomorsk-3)
830e Régiment d'hélicoptères de lutte anti-sous marine (Severomorsk-1)
35e Régiment de transmissions

## Moyens

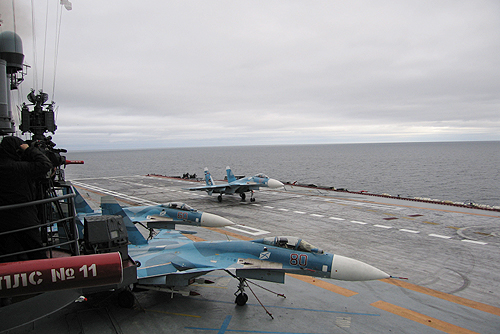
Des Soukhoï Su-33 de l'aviation navale russe à bord de l'Amiral Kouznetsov.

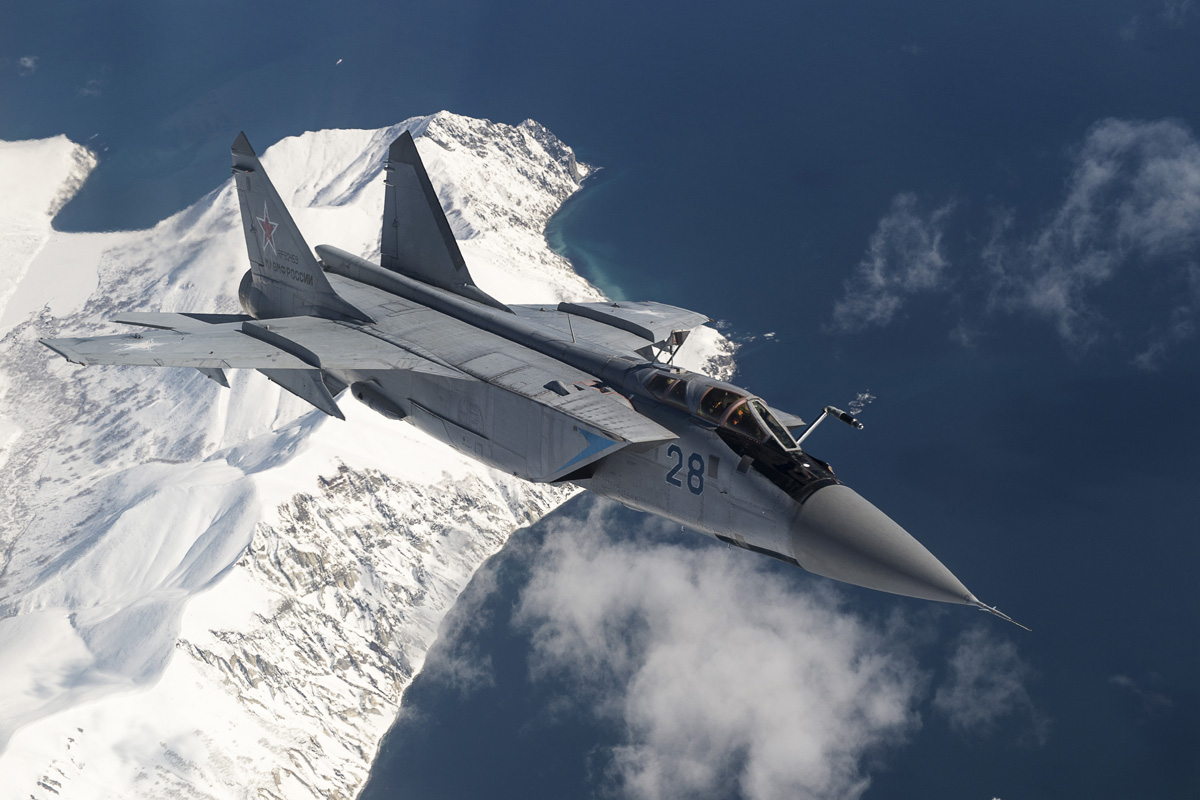
Un MiG-31 de la flotte russe du Pacifique, en vol au-dessus de l'Extrême-Orient russe en 2018.

### Inventaire en 2025
Avions :
- 18 MiG-31
- 17 Su-33
- 22 MiG-29K (dont 3 biplace)
- 25 Su-30SM
- 20 Su-24M
- 6 Su-24MR
- 5 Su-25UTG (version biplace servant aux entrainements sur porte-avions)
- 12 Tu-142MK/MZ
- 10 Tu-142MR
- 22 Il-38 (dont 7 Il-38N)
- 6 Be-12PS
- 1 Il-18D
- 5 An-12 (3 pour les missions de Recherche et sauvetage (acronyme anglais SAR) et 2 de transport)
- 1 Be-200ES
- 2 Il-20RT
- 2 Il-22
- 1 An-24
- 24 An-26
- 6 An-72
- 4 An-140
- 10 Tu-134
- 2 Tu-154M
- 4 L-39 Albatros

Hélicoptères :
- 7 Mi-24P
- 83 Ka-27 (dont 16 dédiés aux missions de SAR)
- 16 Mi-8 (dont 8 dédiés aux missions de guerre électronique)
- 26 Ka-29
- 6 Ka-226

Défense-antiaérienne :
- 64 S-400 (RS-SA-21 Growler)
- 30 96K6 Pantsir-S1 (RS-SA-22 Greyhound)

### Inventaire en 2006
à compléter
- Su-33 'Flanker-D' - 52
- MiG-29K 'Fulcrum-D' - 110
- Su-24M 'Fencer-D' - 58
- Su-25 'Frogfoot' - 10
- Tu-22M 'Backfire' - 58
- Tu-95/142 'Bear'' - 28
- Su-24MR 'Fencer-E/Su-24MP 'Fencer-F' - 20
- Mikoyan-Gurevich MiG-31 Foxhound
- Beriev Be-12
- Kamov Ka-27

### Inventaire en 1987
- 340 bombardiers moyens et à long rayons d'action :
120 Tupolev Tu-22M 'Backfire'
190 Tupolev Tu-16 'Badger A'
30 Tupolev Tu-22 'Blinder B'
- 145 chasseurs bombardiers:
75 Sukhoi Su-17 'Fitter',
70 Yakovlev Yak-38 'Forger',
- 70 ravitailleurs
70 Tupolev Tu-16 'Badger A'
- 200 avions de reconnaissance
Tupolev Tu-16 'Badger H'
Tupolev Tu-95 'Bear D'
Tupolev Tu-22 'Blinder C'
Antonov An-12 'Cub'
- 480 aéronefs de lutte anti-sous marine
60 Tupolev Tu-142 'Bear F'
100 Mil Mi-14 'Haze A'
60 Ka-27 'Helix'
115 Ka-25 'Hormone A'
95 Be-12 'Mail'
50 Il-38 'May'
- 465 aéronefs de transport et d'entrainement

## Organisation en 2021
La Défense de la Russie est composée de l'Armée de terre, des Forces aérospatiales et de la Marine. La Marine est constituée des Forces de surface, des Forces sous-marines, de l'Aviation navale, des Forces côtières, des Forces côtières de missiles et d'artillerie et de l'Infanterie de marine. L'Aviation navale est l'une des cinq composantes de la Défense de Russie. 
Il est à préciser qu'il existe cinq commandements afin de gérer ces forces militaires. Ce sont les commandements de l'Armée de terre, des Forces aérospatiales, de la Marine, des Forces de missiles stratégiques et des Troupes aéroportées.
Les appareils de l'Aviation navale sont basés soit à terre soit sur les porte-avions. Elle est composée de l'aviation navale des porteurs de missiles, de l'aviation anti-sous-marine, de l'aviation de chasse, de l'aviation de reconnaissance et de l'aviation auxiliaire.